# Потрійний золотий клуб

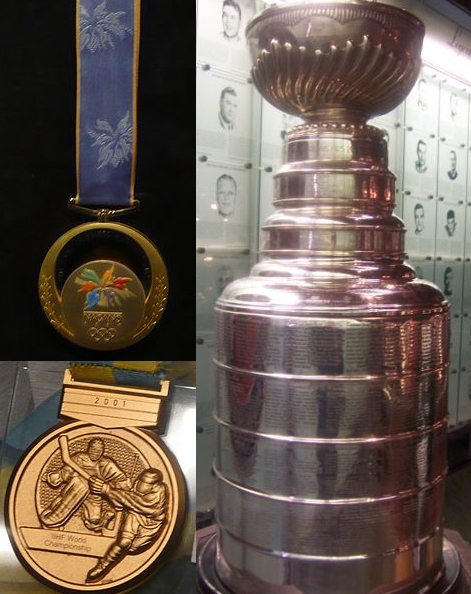
Хокейна «тріада» — золото Зимових Олімпійських ігор, золото Чемпіонату світу, Кубок Стенлі

Потрійний золотий клуб (англ. Triple Gold Club) — спортивний термін, використовуваний для позначення хокеїстів, які виграли золоті медалі на зимових Олімпійських іграх, Чемпіонаті світу та завоювали Кубок Стенлі.
Міжнародна федерація хокею із шайбою розглядає переможців цих трьох турнірів як членів найвидатнішого хокейного клубу (англ. Hockey’s most distinguished membership).

## Історія
Першими членами «Потрійного золотого клубу» стали Томас Юнссон, Матс Неслунд і Гокан Лооб — 27 лютого 1994 року збірна Швеції виграла золото на зимових Олімпійських іграх в Ліллехаммері. Термін став особливо популярним після зимових Олімпійських ігор в Солт-Лейк-Сіті, після яких членами «Потрійного золотого клубу» вперше стали представники Канади. 8 травня 2007 року Міжнародна федерація хокею із шайбою оголосила про свій намір організувати клуб і нагороджувати гравців, які виграли ці три змагання. Перша церемонія нагородження повинна була відбутися під час чемпіонату світу 2008 року, проте потім була перенесена на перший Кубок Вікторії у вересні 2008 року.
До складу «Потрійного золотого клубу» входять 27 хокеїстів — 10 канадців, 9 шведів, 6 росіян і 2 чеха. 10 хокеїстів — захисники, інші 17 — нападники; воротарів в складі клубу немає. Серед членів «Потрійного золотого клубу» шведам Нікласу Кронваллю, Мікаелю Самуельссону та Генріку Зеттербергу належить найкоротший термін з моменту завоювання першого з трофеїв хокейної тріади до вступу в Клуб (золото зимових Олімпійських ігор 2006, золото чемпіонату світу 2006 і перемога в Кубку Стенлі 2008). В'ячеслав Фетісов вже в 20 років здобув перемогу на одному зі змагань хокейної «тріади» — чемпіонат світу 1978. В'ячеслав Фетисов, Ігор Ларіонов та Петер Форсберг — єдині члени Клубу, які щонайменше два рази перемагали на кожному зі змагань хокейної «тріади». Вісім членів Клубу завойовували Кубок Стенлі в складі «Детройт Ред Вінгз» — більше, ніж будь-який інший клуб Національної хокейної ліги.
Канадець Майк Бебкок став першим тренером — членом клубу. Це сталося 28 лютого 2010 року, коли очолювана ним збірна Канади виграла золото Олімпіади у Ванкувері. Раніше збірна під його керівництвом вигравала Чемпіонат світу в 2004 році, а клуб «Детройт Ред Вінгз» завойовував Кубок Стенлі в 2008 році.

## Хокейна «тріада»
Міжнародна федерація хокею з шайбою розглядає хокейну тріаду як три найбільш значущі для спорту змагання. Клуб був охарактеризований як «сучасне братство», оскільки до 1977 професійним хокеїстам Національної хокейної ліги не дозволялося виступати на чемпіонатах світу та Зимових Олімпійських іграх, які були призначені для спортсменів-аматорів. Крім того, кілька європейських хокеїстів виступали в Лізі ще до падіння «Залізної завіси» в 1989 році.

### Золото Зимових Олімпійських ігор
Вперше льодовий хокейний турнір був проведений в рамках літніх Олімпійських ігор 1920 року, а потім був включений в програму зимових Олімпійських ігор 1924 року. Спочатку Олімпійські ігри призначалися для спортсменів-аматорів, і в них не могли брати участь гравці з НХЛ та інших професійних ліг. Перші три десятиліття на льоду панувала Канада, вигравши п'ять з шести золотих олімпійських медалей. У 1956 році участь у зимових Олімпійських іграх вперше взяв Радянський Союз, який потім обійшов Канаду по числу золотих медалей, перемігши в семи зимових Олімпіадах з дев'яти. На зимових Олімпійських іграх 1980 року збірна США з хокею сенсаційно обіграла збірну СРСР і завоювала друге олімпійське золото у своїй історії. Велика Британія завойовувала золото в 1936 році, Швеція — в 1994 та 2006 роках, Чехія — в 1998 році.
Оскільки багато кращих канадських хокеїстів, які грають в НХЛ, були професіоналами, Канадська асоціація аматорського хокею активно виступала за участь в Олімпійських іграх спортсменів-професіоналів. У підсумку, після довгих дискусій навколо статусу професіонала, Міжнародний олімпійський комітет дозволив всім спортсменам брати участь в Олімпійських іграх, починаючи з 1988 року. Також Ліга виступала за перенесення олімпійського хокейного турніру, оскільки за часом він припадав на розпал сезону в НХЛ, і для участі канадських спортсменів в Олімпіаді сезон довелося б зупиняти. Угода була досягнута, і з 1998 гравці НХЛ змогли повноцінно брати участь в зимових Олімпійських іграх.

### Золото чемпіонату світу
Чемпіонат світу з хокею з шайбою — щорічне спортивне змагання, організоване Міжнародною федерацією хокею на льоду. Це найпрестижніший профільний щорічний міжнародний турнір. Перший чемпіонат світу відбувся в рамках літніх Олімпійських ігор 1920 року. Перший індивідуальний чемпіонат світу відбувся в 1930 році за участю 12 команд. Нинішній формат проведення змагань є 16 збірних з вищого дивізіону, 12 збірних з першого дивізіону і 12 збірних з другого дивізіону. Якщо ж збірних більше 40, то інші змагаються в третьому дивізіоні.
У період з 1930 по 1952 Канада перемагала на чемпіонатах світу 12 разів і впевнено домінувала на світовій арені. З 1954 року СРСР також став брати участь в чемпіонатах світу, і незабаром став головним конкурентом Канади. У період з 1963 до 1991 радянські хокеїсти здобули перемоги на 20 чемпіонатах світу. За цей період тільки двом іншим збірним вдалося завойовувати медалі — Чехословаччині та Швеції. З 1992 року участь на чемпіонатах світу вперше взяла Росія, а з 1993 року — Чехія і Словаччина. В цей час сформована «Велика шістка» — Канада, Чехія, Фінляндія, Росія, Швеція і США, також на цьому рівні грають Словаччина і Швейцарія.

### Кубок Стенлі
Кубок Стенлі — трофей, який щорічно вручається переможцю плей-оф НХЛ. Це найстаріший професійний спортивний приз в Північній Америці, оточений великою кількістю легенд і традицій, найстарішою з яких є традиція пити шампанське з чаші Кубка. На відміну від головних трофеїв трьох інших головних спортивних північноамериканських ліг, Кубок Стенлі — перехідний приз, володар якого передає Кубок наступному переможцю. Це єдиний спортивний трофей, на якому викарбувані імена всіх його володарів, включаючи гравців, тренерів, менеджмент і обслуговчий персонал команди-переможниці. Спочатку Кубок був зроблений зі срібла і мав розміри 18,5 сантиметрів у висоту і 29 сантиметрів в діаметрі. Сучасний Кубок Стенлі з копією оригінальної чаші на вершині, зроблений зі сплаву срібла і нікелю. Його висота 89,54 сантиметра, а вага — 15,5 кілограм.
Спочатку він називався Хокейний кубок виклику, приз був подарований генерал-губернатором Канади лордом Стенлі в 1892 році, як нагорода для кращої аматорської команди Канади. У 1915 році дві професійні хокейні організації, Національна хокейна асоціація і Тихоокеанська хокейна асоціація, уклали джентльменську угоду, згідно з якою їх діючі чемпіони в матчі між собою повинні були визначати володаря Кубка Стенлі. Після серії злитть і поглинань лігами один одного, Кубок Стенлі де-факто перетворився в нагороду кращій команді НХЛ в 1926 році. Де-юре це сталося в 1947 році.

## Члени клубу
Позначення
|                                                                                       | Чинний гравець            |
|                                                                                       | Член Залу хоккейної слави |
| Напівжирним виділений титул, який приніс гравцеві членство в Потрійному золотом клубі |                           |

| № п/п | Гравець             | Вступ в клуб   | Золото зимових Олімпійських ігор | Золото чемпіонату світу                       | Кубок Стенлі                                         |
| ----- | ------------------- | -------------- | -------------------------------- | --------------------------------------------- | ---------------------------------------------------- |
| 1.    | Томас Юнссон        | 27 лютого 1994 | Швеція 1994                      | Швеція 1991                                   | Нью-Йорк Айлендерс 1982, 1983                        |
| 2.    | Матс Неслунд        | 27 лютого 1994 | Швеція 1994                      | Швеція 1991                                   | Монреаль Канадієнс 1986                              |
| 3.    | Гокан Лооб          | 27 лютого 1994 | Швеція 1994                      | Швеція 1987, 1991                             | Калгарі Флеймс 1989                                  |
| 4.    | Каменський Валерій  | 10 червня 1996 | СССР 1988                        | СССР 1986, 1989, 1990                         | Колорадо Аваланч 1996                                |
| 5.    | Гусаров Олексій     | 10 червня 1996 | СССР 1988                        | СССР 1986, 1989, 1990                         | Колорадо Аваланч 1996                                |
| 6.    | Петер Форсберг      | 10 червня 1996 | Швеція 1994, 2006                | Швеція 1992, 1998                             | Колорадо Аваланч 1996, 2001                          |
| 7.    | Фетісов В'ячеслав   | 7 червня 1997  | СССР 1984, 1988                  | СССР 1978, 1981, 1982, 1983, 1986, 1989, 1990 | Детройт Ред Вінгз 1997, 1998                         |
| 8.    | Ларіонов Ігор       | 7 червня 1997  | СССР 1984, 1988                  | СССР 1982, 1983, 1986, 1989                   | Детройт Ред Вінгз 1997, 1998, 2002                   |
| 9.    | Могильний Олександр | 10 червня 2000 | СССР 1988                        | СССР 1989                                     | Нью-Джерсі Девілс 2000                               |
| 10.   | Малахов Володимир   | 10 червня 2000 | Збірна СНД з хокею з шайбою 1992 | СССР 1990                                     | Нью-Джерсі Девілс 2000                               |
| 11.   | Роб Блейк           | 24 лютого 2002 | Канада 2002                      | Канада 1994, 1997                             | Колорадо Аваланч 2001                                |
| 12.   | Джо Сакік           | 24 лютого 2002 | Канада 2002                      | Канада 1994                                   | Колорадо Аваланч 1996, 2001                          |
| 13.   | Брендан Шенаген     | 24 лютого 2002 | Канада 2002                      | Канада 1994                                   | Детройт Ред Вінгз 1997, 1998, 2002                   |
| 14.   | Скотт Нідермаєр     | 9 травня 2004  | Канада 2002, 2010                | Канада 2004                                   | Нью-Джерсі Девілс 1995, 2000, 2003 Анагайм Дакс 2007 |
| 15.   | Яромир Ягр          | 15 травня 2005 | Чехія 1998                       | Чехія 2005, 2010                              | Піттсбург Пінгвінс 1991, 1992                        |
| 16.   | Їржі Шлегр          | 15 травня 2005 | Чехія 1998                       | Чехія 2005                                    | Детройт Ред Вінгз 2002                               |
| 17.   | Ніклас Лідстрем     | 26 лютого 2006 | Швеція 2006                      | Швеція 1991                                   | Детройт Ред Вінгз 1997, 1998, 2002, 2008             |
| 18.   | Фредрік Модін       | 26 лютого 2006 | Швеція 2006                      | Швеція 1998                                   | Тампа-Бей Лайтнінг 2004                              |
| 19.   | Кріс Пронгер        | 6 червня 2007  | Канада 2002, 2010                | Канада 1997                                   | Анагайм Дакс 2007                                    |
| 20.   | Ніклас Кронвалль    | 4 червня 2008  | Швеція 2006                      | Швеція 2006                                   | Детройт Ред Вінгз 2008                               |
| 21.   | Генрік Зеттерберг   | 4 июня 2008    | Швеція 2006                      | Швеція 2006                                   | Детройт Ред Вінгз 2008                               |
| 22.   | Мікаель Самуельссон | 4 червня 2008  | Швеція 2006                      | Швеція 2006                                   | Детройт Ред Вінгз 2008                               |
| 23.   | Ерік Стаал          | 28 лютого 2010 | Канада 2010                      | Канада 2007                                   | Кароліна Гаррікейнс 2006                             |
| 24.   | Джонатан Тейвз      | 9 червня 2010  | Канада 2010, 2014                | Канада 2007                                   | Чикаго Блекгокс 2010, 2013, 2015                     |
| 25.   | Патріс Бержерон     | 15 червня 2011 | Канада 2010, 2014                | Канада 2004                                   | Бостон Брюїнс 2011                                   |
| 26.   | Сідні Кросбі        | 17 травня 2015 | Канада 2010, 2014                | Канада 2015                                   | Піттсбург Пінгвінс 2009, 2016, 2017                  |
| 27.   | Корі Перрі          | 22 травня 2016 | Канада 2010, 2014                | Канада 2016                                   | Анагайм Дакс 2007                                    |

### Тренери
| Тренер      | Вступ в клуб    | Золото Зимових Олімпійських ігор | Золото чемпіонату світу | Кубок Стенли           |
| ----------- | --------------- | -------------------------------- | ----------------------- | ---------------------- |
| Майк Бебкок | 28 февраля 2010 | Канада 2010, 2014                | Канада 2004             | Детройт Ред Вінгз 2008 |

## Потенційні кандидати
Діючі гравці, котрі завоювали два трофеї з трьох
| №   | Гравець          | Золото ОІ         | Золото ЧС         | Кубок Стенлі                                           | Поточна команда     | Ліга                 |
| --- | ---------------- | ----------------- | ----------------- | ------------------------------------------------------ | ------------------- | -------------------- |
| 1.  | Джером Ігінла    | Канада 2002, 2010 | Канада 1997       |                                                        |                     |                      |
| 2.  | Кем Ворд         |                   | Канада 2007       | Кароліна Гаррікейнс 2006                               | Кароліна Гаррікейнс | НХЛ                  |
| 3.  | Джастін Вільямс  |                   | Канада 2007       | Кароліна Гаррікейнс 2006 Лос-Анджелес Кінгс 2012, 2014 | Кароліна Гаррікейнс | НХЛ                  |
| 4.  | Марк-Андре Флері | Канада 2010       |                   | Піттсбург Пінгвінс 2009, 2016, 2017                    | Вегас Голден Найтс  | НХЛ                  |
| 5.  | Роберто Луонго   | Канада 2010, 2014 | Канада 2003, 2004 |                                                        | Флорида Пантерс     | НХЛ                  |
| 6.  | Ші Вебер         | Канада 2010, 2014 | Канада 2007       |                                                        | Монреаль Канадієнс  | НХЛ                  |
| 7.  | Патрік Марло     | Канада 2010, 2014 | Канада 2003       |                                                        | Торонто Мейпл Ліфс  | НХЛ                  |
| 8.  | Раєн Гецлаф      | Канада 2010, 2014 |                   | Анахайм Дакс 2007                                      | Анахайм Дакс        | НХЛ                  |
| 9.  | Рік Неш          | Канада 2010, 2014 | Канада 2007       |                                                        | Нью-Йорк Рейнджерс  | НХЛ                  |
| 10. | Данкан Кіт       | Канада 2010, 2014 |                   | Чикаго Блекгокс 2010, 2013, 2015                       | Чикаго Блекгокс     | НХЛ                  |
| 11. | Малкін Євген     |                   | Росія 2012, 2014  | Піттсбург Пінгвінс 2009, 2016, 2017                    | Піттсбург Пінгвінс  | НХЛ                  |
| 12. | Дацюк Павло      |                   | Росія 2012        | Детройт Ред Вінгз 2002, 2008                           | СКА                 | КХЛ                  |
| 13. | Дрю Дауті        | Канада 2010, 2014 |                   | Лос-Анджелес Кінгс 2012, 2014                          | Лос-Анджелес Кінгс  | НХЛ                  |
| 14. | Майк Річардс     | Канада 2010       |                   | Лос-Анджелес Кінгс 2012, 2014                          |                     |                      |
| 15. | Генрік Седін     | Швеція 2006       | Швеція 2013       |                                                        | Ванкувер Канакс     | НХЛ                  |
| 16. | Даніель Седін    | Швеція 2006       | Швеція 2013       |                                                        | Ванкувер Канакс     | НХЛ                  |
| 17. | Міхал Розсівал   |                   | Чехія 2010        | Чикаго Блекгокс 2013, 2015                             | Чикаго Блекгокс     | НХЛ                  |
| 18. | Міхал Гандзуш    |                   | Словаччина 2002   | Чикаго Блекгокс 2013                                   | Банська-Бистрица    | Словацька екстраліга |
| 19. | Ден Хемьюс       | Канада 2014       | Канада 2007, 2015 |                                                        | Даллас Старс        | НХЛ                  |
| 20. | Патрік Шарп      | Канада 2014       |                   | Чикаго Блекгокс 2010, 2013, 2015                       | Чикаго Блекгокс     | НХЛ                  |
| 21. | Кріс Кунітц      | Канада 2014       |                   | Анахайм Дакс 2007 Піттсбург Пінгвінс 2009, 2016, 2017  | Тампа-Бей Лайтнінг  | НХЛ                  |
| 22. | Джей Боумістер   | Канада 2014       | Канада 2003, 2004 |                                                        | Сент-Луїс Блюз      | НХЛ                  |
| 23. | Джефф Картер     | Канада 2014       |                   | Лос-Анджелес Кінгс 2012, 2014                          | Лос-Анджелес Кінгс  | НХЛ                  |
| 24. | Локтіонов Андрій |                   | Росія 2014        | Лос-Анджелес Кінгс 2012                                | Локомотив Ярославль | КХЛ                  |
| 25. | Джейк Маззін     |                   | Канада 2015       | Лос-Анджелес Кінгс 2014                                | Лос-Анджелес Кінгс  | НХЛ                  |
| 26. | Тайлер Тоффолі   |                   | Канада 2015       | Лос-Анджелес Кінгс 2014                                | Лос-Анджелес Кінгс  | НХЛ                  |
| 27. | Мартін Джонс     |                   | Канада 2015       | Лос-Анджелес Кінгс 2014                                | Сан-Хосе Шаркс      | НХЛ                  |
| 28. | Майк Сміт        | Канада 2014       | Канада 2015       |                                                        | Калгарі Флеймс      | НХЛ                  |
| 29. | Метт Дюшен       | Канада 2014       | Канада 2015, 2016 |                                                        | Оттава Сенаторс     | НХЛ                  |
| 30. | Тайлер Сегін     |                   | Канада 2015       | Бостон Брюїнс 2011                                     | Даллас Старс        | НХЛ                  |
| 31. | Бред Маршенд     |                   | Канада 2016       | Бостон Брюїнс 2011                                     | Бостон Брюїнс       | НХЛ                  |
| 32. | Генрік Лундквіст | Швеція 2006       | Швеція 2017       |                                                        | Нью-Йорк Рейнджерс  | НХЛ                  |
| 33. | Маркус Крюгер    |                   | Швеція 2017       | Чикаго Блекгокс 2013, 2015                             | Кароліна Гаррікейнс | НХЛ                  |